# Marcia
Marcia är den feminina formen av de romerska namnen Marcus och Marcius. Det uttalades under antiken MAR-ki-a; numera uttalas c:et i namnet mjukt. Namnet används främst i engelsk- och spansktalande länder. I Sverige finns cirka 100 personer med tilltalsnamnet Marcia.

## Personer med namnet
- Marcia (drottning) (forntiden), sagodrottning på de brittiska öarna
- Marcia (vestal) (död 113 f.Kr.), romersk vestal
- Marcia Aurelia Ceionia Demetrias (död 193 e.Kr.), romersk kejserlig älskarinna